# Böllenborn
Böllenborn là một xã thuộc huyện Südliche Weinstraße, bang Rheinland-Pfalz, Đức. Xã này có diện tích 4,11 km², dân số thời điểm 31 tháng 12 năm 2006 là 269 người.